# Cdb
cdb（英: constant database）は ダニエル・バーンスタインによって開発された、単純なデータベースの作成と高速な問い合わせのためソフトウェアであり、cdbで扱うことのできるファイル形式の名称でもある。cdbは、4GBまでのハッシュ化データベースを扱うことができる。データベースはテキストファイルから簡単に作成することができる。
cdb はデータベースをいったん作成したら、そのあとで内容を更新（データの追加・削除・変更）することはできない。更新が必要なときはデータベース全体を作り直すことになる。一方で、更新の機能を持つ一般のデータベースと比較して、cdbでの問い合わせやデータベースの作成は非常に高速である。
cdb は、ダニエル・バーンスタインの開発したソフトウェアである、qmail、djbdns、ucspi-tcp などで使用されているほか、dbskkd-cdb、Postfix などのソフトでも採用されている。
さらに高速で機能追加がなされたcdb互換ライブラリであるTinyCDBがリリースされている 。

## ファイル構造
cdbは内容を更新する機能を持たないため、データベースファイルは比較的単純な構造をしている。この単純な構造によって、高速なルックアップを実現している。

### 構造
cdbデータベースはデータセット全体を単一のファイルに格納する。このファイルは先頭から順に「固定長ヘッダ」「データ」「256個のハッシュテーブル」の3部で構成される。cdbは、キーの完全一致によるルックアップのみが行える設計になっており、他の方法でデータを検索したい場合にはデータベース全体をスキャンする必要がある。
ルックアップは以下のアルゴリズムにより行われる:
- キーをハッシュする。
- 対応するハッシュテーブルと、そのハッシュテーブル中のどのスロットから検索を開始するかを決定する。
- ハッシュテーブルのスロットを順番にテストする。
  - スロットが空の場合: キーは存在しない。検索を終了する。
  - スロットのハッシュとキーのハッシュが一致した場合： 対応するレコードを読み、キーが一致するかどうかを確認する。一致すれば、データが見つかったことになり、検索を終了する。
  - 次のスロットへ進む。ハッシュテーブルの末尾に到達した場合は先頭に戻る。

同じキーで複数のデータが登録されている場合は、空のスロットに出会うまで検索を続けることで全てのデータを取り出すことができる。

### 形式
全ての数値 — オフセット、長さ、ハッシュ値 — は、符号無し32ビット整数であり、リトルエンディアンで格納される。キーと値は単なるバイト列として扱われる。
データベースの先頭にある固定長ヘッダは、256個のハッシュテーブルそれぞれの、ファイル中のオフセットとスロット数を並べたものである。ヘッダの次は、データがレコードの列として格納される。各レコードは、キーの長さ・値の長さ・キー・値で構成される。アライメントや並び順に規則は無い。その次には、可変長のハッシュテーブルが256個並ぶ。各ハッシュテーブルはスロットの列からなり、スロットはハッシュ値とレコードのファイル中のオフセットで構成される。「空のスロット」はオフセットが0のスロットとして表現される。
ハッシュ値は符号無し32ビット整数である。このハッシュ値は、5381から開始して、キーの各バイトについて、現在のハッシュ値を33倍した値と現在のバイトのXORを取っていくことにより求める。オーバーフローは破棄される。256個あるうちのどのハッシュテーブルに格納するかはハッシュ値の下位8ビットによって選択され、ハッシュテーブルのどこにスロットを置くかは、残りの上位24ビットをハッシュテーブルのエントリ数で割った値をもとに決定される。